# احقاق الحق
احقاق الحق و ازهاق الباطل (درخواست حق و نابود کردن باطل) کتابی کلامی در موضوع امامت نوشته قاضی نورالله شوشتری هندی مشهور به شهید ثالث است که در پاسخ به کتاب ابطال نهج الباطل فضل بن روزبهان نگاشته شده‌است.

## دربارهٔ کتاب
هنگامی که سلطان محمد اولجایتو، علامه حلی را دعوت کرد تا در بارگاه حکومت اش حاضر شود از علامه حلی درخواست کرد که کتابی دربارهٔ ادله نقلی و عقلی شیعه بر اثبات امامت علی و خلافت بلافصل وی بنگارد. علامه حلی در پاسخ به درخواست وی، کتاب «نهج الحق و کشف الصدق» را نگاشتند. دویست سال بعد از علامه حلی فردی به نام فضل بن روزبهان خنجی ردیه‌ای بر این کتاب می‌نویسد و نام آن را «ابطال نهج الباطل» می‌گذارد. روزبهان در کتاب اش که تالیف آن به سال ۹۰۹ هجری قمری بازمی‌گردد تمام کتاب نهج الحق را به نقد می‌کشد.
در پاسخ به این ردیه، عالمان شیعه کتاب‌های بسیاری نگاشته‌اند که یکی از آن‌ها کتاب احقاق الحق قاضی نورالله شوشتری است که به واسطه آن کشته‌شد. شیوه نگارش کتاب این‌گونه است که قاضی ابتدا عین گفتار علامه حلی را می‌آورد و بعد از آن، به گفته و نقد روزبهان اشاره می‌کند و آن گاه به داوری نشسته و نظر خویش را می‌آورد.
قاضی به سبب نگاشتن کتاب احقاق الحق و نیز مجالس المومنین، توسط نورالدین محمد جهانگیر شاه مغولی، با ضربات تازیانه‌های خاردار کشته‌شد. قاضی کتاب احقاق الحق را در مدت هفت ماه تألیف کرده‌اند و در پایان سال ۱۰۱۴ هجری قمری آن را تمام کرده‌اند.
مثلاً در باب رویت خداوند در آخرت، قاضی هم نظر با علامه حلی و در مخالفت با فضل ابن روزبهان، درخواست موسی از خداوند را نه به معنای جواز دیدن جسمانی خداوند دانسته‌اند بلکه به معنای نفی دیدن جسمانی خداوند در دنیا و آخرت دانسته‌است.

## دربارهٔ نگارنده
قاضی نورالله شوشتری فقیه اصولی، متکلم جدلی، محدث رجالی و شاعر و عالم شیعه عهد صفویه بود. قاضی نورالله شوشتری فرزند سید شریف الدین بسال ۹۶۵ در شهر شوشتر واقع در استان خوزستان کشور ایران به دنیا آمد.
از آثار مشهور او «مجالس المؤمنین» است که حاوی موضوعاتی در جغرافیای اماکن و تاریخ شیعی است. او در این کتاب آورده که نجم الدین محمود حسینی مرعشی آملی از اجداد اوست که در قرن هشتم قمری از آمل به شوشتر هجرت کرده و در آن دیار (خوزستان) که معتزلی بودند تشیع را گسترش داده‌است. وی چندین کتاب فقهی را از پدر آموخت سپس در سال ۹۷۹ هـ.ق. راهی شهر مشهد شد؛ و در درس علامه محقق مولا عبدالواحد شوشتری حاضر شد. وی در سال ۹۹۲ یا ۹۹۳ ق روانه هند گشت و آهنگ شهر «آگره» نمود. در آن زمان -حکمرانی اکبرشاه- هندوستان روزگاری آرام داشت. اکبر شاه از نسل تیمور پسر همایون شاه دارای لیاقت و درایت بیکرانی بود و با تصرفاتش سلطنتی بزرگ تشکیل داد و علاقه زیادی به عمران و آبادی داشت و عنایت خاصی به مسایل فلسفی داشت اما عقیده چندان محکمی نسبت به دین خاصی نداشت. همین نگرش او موجب گشته بود که به فکر ارائه دینی مشترک از کل ادیان بیفتد و سپس هندوستان محل زندگی ملحدین گردد. قاضی نورالله شوشتری به هنگام ورود به آگره، نزد ابوالفتح مسیح الدین گیلانی طبیب حاذق ایرانی و شاعر بزرگ -از مقربان اکبرشاه- رفت. قاضی نورالله در دستگاه اکبرشاه -گویا در شهر لاهور- به منصب قضا دست یافت و هم‌زمان ۱۴۰ اثر از جمله سه اثر مشهور «احقاق الحق» و «صواعق المحرقه» و «الزام الناصب» را نوشت.
آثار او جنبه علمی فقهی و ادبی داشت. گفته شده قاضی نورالله شوشتری اولین کسی است که فرهنگ شیعی را در هند رواج داده بود.